# Haiti a 2023. évi téli universiadén
Haiti az Amerikai Egyesült Államokbeli Lake Placidban megrendezett 2023. évi téli universiade egyik részt vevő nemzete volt.
Az ország első alkalommal szerepelt téli universiadén.

## Sífutás
Versenyző adatai:
| Név          | Kor (2023. január 12. szerint) | Egyesület           | Felsőoktatási tanintézet            |
| Théo Mallett | 2001. március 8. (21 évesen)   | Club Chelsea Nordiq | Heritage College (Gatineau, Kanada) |

Férfi
| Versenyző    | Versenyszám        | Selejtező | Selejtező | Negyeddöntő | Negyeddöntő | Elődöntő | Elődöntő | Döntő     | Döntő    |
| Versenyző    | Versenyszám        | Idő       | Hely.     | Idő         | Hely.       | Idő      | Hely.    | Idő       | Helyezés |
| ------------ | ------------------ | --------- | --------- | ----------- | ----------- | -------- | -------- | --------- | -------- |
| Théo Mallett | 10 km (klasszikus) |           |           |             |             |          |          | 32:08,2   | 79.      |
| Théo Mallett | 10 km (szabad)     |           |           |             |             |          |          | 36:58,7   | 74.      |
| Théo Mallett | 30 km              |           |           |             |             |          |          | 1:36:51,9 | 50.      |
| Théo Mallett | Sprint             | 2:59,14   | 70.       | kiesett     | kiesett     | kiesett  | kiesett  | kiesett   | 70.      |